# Madan Dulloo
 (janvier 2024).
Si vous disposez d'ouvrages ou d'articles de référence ou si vous connaissez des sites web de qualité traitant du thème abordé ici, merci de compléter l'article en donnant les références utiles à sa vérifiabilité et en les liant à la section « Notes et références ».
Madan Dulloo (né le 20 septembre 1949) est un homme politique mauricien. Ministre des Affaires étrangères en 1986, en 1990 et ensuite du 7 juillet 2005 à mars 2008, quand il est révoqué par son Premier Ministre Navin Ramgoolam, pour avoir mené des discussions secrètes avec le leader de l'opposition Paul Bérenger. Il entame sa carrière au sein du Mouvement militant mauricien (MMM) de Paul Bérenger, et s'affirme comme un représentant de l'aile gauche d'un parti déjà fortement ancré à gauche.

## Biographie
Lors de la cassure gouvernementale de 1983, il rejoint le Mouvement socialiste militant (MSM), nouveau parti fondé par Anerood Jugnauth, autre ex-MMM. Il s'établira comme le lieutenant de Jugnauth, Premier Ministre de 1983 à 1995, avant d'être pourtant révoqué par celui-ci en 1994-1995, pour avoir fait part de son ambition de devenir Premier Ministre.
Commence alors une traversée du désert longue de dix ans. Dulloo fonde le MMSM (Mouvement mauricien socialiste militant), et, allié au MMM, mais perd aux élections partielles de Flacq-Bon Accueil en 1998 (moins de 20 % des voix), terminant derrière le candidat du gouvernement, Satish Faugoo, et son ex-mentor, Anerood Jugnauth. Aux élections législatives de 2000, il se rallie à l'Alliance Parti Travailliste-PMXD au pouvoir, et se retrouve ainsi associé à la sévère défaite de sa coalition, qui ne remporte que 6 sièges contre 54 pour l'Alliance MSM-MMM emmenée par Anerood Jugnauth et Paul Bérenger.
Ce n'est qu'en 2005 que Dulloo, élu dans la circonscription rurale de Grand Baie-Poudre d'Or, retrouve le pouvoir. Il est nommé Ministre des Affaires étrangères par Navin Ramgoolam. Cependant, son ambition sain et  honnête lui causera quelques petits ennuis en mars 2008, quand il est révoqué par son Premier Ministre pour avoir répondu aux sollicitations du leader de l'opposition, Paul Bérenger. Quatre mois plus tard, en dépit de l'opposition de plusieurs militants du parti, Dulloo réintègre le Mouvement militant mauricien (MMM), parti dans lequel il avait commencé sa carrière politique en 1976.